# Priklyucheniya Toma Soyera i Geklberri Finna
Priklyucheniya Toma Soyera i Geklberri Finna é um filme soviético de 1981, dirigido por Stanislav Govorukhin.

## Elenco
- Fedya Stukov
- Vladislav Galkin
- Masha Mironova
- Rolan Bykov
- Yekaterina Vasilyeva
- Valentina Shendrikova
- Talgat Nigmatullin
- Vsevolod Abdulov
- Vladimir Konkin
- Boris Zaidenberg
- Fyodor Odinokov
- Viktor Pavlov
- Igor Sorin
- Valeriy Rubinchik
- Vladimir Zharikov
- Lev Perfilov